# Élections régionales de 1992 en Picardie
Pour un article plus général, voir Élections régionales françaises de 1992.

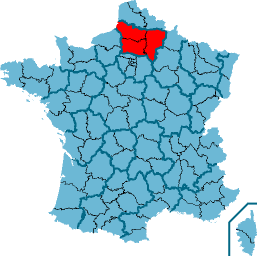
La région Picardie

Les élections régionales ont eu lieu le 22 mars 1992. Ces élections voient l'affaiblissement de la gauche traditionnelle (Parti socialiste et Parti communiste français), aux dépens des partis écologistes (les Verts et Génération écologie) et du renforcement du Front national qui double son nombre d'élus.
L'Union de la droite (UDF-RPR) à la tête de la région depuis 1985 obtient une majorité relative avec l'appui des élus CPNT.

## Mode de scrutin
Les conseillers régionaux sont élus au scrutin de liste à la représentation proportionnelle suivant la règle de la plus forte moyenne, en un seul tour.
Chaque département forme une circonscription : les sièges sont répartis entre les listes ayant obtenu plus de 5 % des suffrages exprimés. 
Ils sont attribués selon l'ordre de présentation sur la liste.

## Résultats de 1986
| Partis         | Partis         | Voix           | Voix      | Sièges (57) | Sièges (57) |  |
| Partis         | Partis         | #              | %         | #           | %           |  |
| -------------- | -------------- | -------------- | --------- | ----------- | ----------- |  |
|                | UDF-RPR-CNIP   | 342 835        | 38,10     | 25          | 38,60       |  |
|                | PS             | 277 703        | 30,86     | 18          | 31,58       |  |
|                | PCF            | 124 704        | 13,86     | 8           | 14,04       |  |
|                | FN             | 86 384         | 9,60      | 4           | 7,02        |  |
|                | Divers droite  | 20 260         | 2,25      |             |             |  |
|                | ECO            | 19 203         | 2,13      |             |             |  |
|                | EXG            | 20 180         | 2,24      |             |             |  |
|                | MRG            | 8 553          | 0,95      |             |             |  |
| Inscrits       | Inscrits       | Inscrits       | 1 176 539 | 100,00      |             |  |
| Abstentions    | Abstentions    | Abstentions    | 226 749   | 19,27       |             |  |
| Votants        | Votants        | Votants        | 949 790   | 80,73       |             |  |
| Blancs et nuls | Blancs et nuls | Blancs et nuls | 49 968    | 4,25        |             |  |
| Exprimés       | Exprimés       | Exprimés       | 899 822   | 76,48       |             |  |

## Contexte régional

### Conseil régional sortant

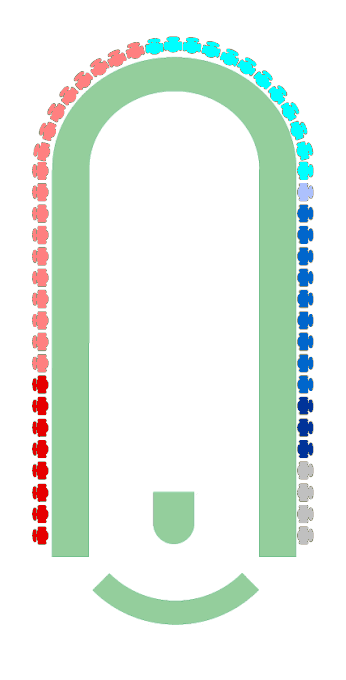
Assemblée sortante

| Parti                                       | Sigle | Sigle | Élus | Groupe                   |
| ------------------------------------------- | ----- | ----- | ---- | ------------------------ |
| Majorité (27 sièges)                        |       |       |      |                          |
| Union pour la démocratie française          |       | UDF   | 13   | Intergroupe UDF-RPR-CNIP |
| Rassemblement pour la République            |       | RPR   | 9    | Intergroupe UDF-RPR-CNIP |
| Centre national des indépendants et paysans |       | CNIP  | 4    | Intergroupe UDF-RPR-CNIP |
| Divers droite                               |       | DVD   | 1    | Intergroupe UDF-RPR-CNIP |
| Opposition de Gauche (26 sièges)            |       |       |      |                          |
| Parti socialiste                            |       | PS    | 17   | Socialiste               |
| Génération écologie                         |       | GÉ    | 1    | Socialiste               |
| Parti communiste français                   |       | PCF   | 7    | Communiste               |
| Initiative démocratique de gauche           |       | IDG   | 1    | Communiste               |
| Extrême droite (2 sièges)                   |       |       |      |                          |
| Front national                              |       | FN    | 2    | Front national           |
| Président du Conseil Régional               |       |       |      |                          |
| Charles Baur (UDF-PSD)                      |       |       |      |                          |

## Résultats

### Régionaux
| Partis         | Partis         | Voix           | Voix      | Sièges (57) | Sièges (57) |  |
| Partis         | Partis         | #              | %         | #           | %           |  |
| -------------- | -------------- | -------------- | --------- | ----------- | ----------- |  |
|                | UDF-RPR-CNIP   | 277 588        | 33,63     | 22          | 38,60       |  |
|                | PS             | 123 436        | 14,95     | 9           | 15,79       |  |
|                | FN             | 111 432        | 13,50     | 8           | 14,04       |  |
|                | PCF            | 81 377         | 9,86      | 6           | 10,53       |  |
|                | Verts          | 66 774         | 8,09      | 5           | 8,77        |  |
|                | CPNT           | 62 754         | 7,60      | 3           | 5,26        |  |
|                | GE             | 61 186         | 7,41      | 4           | 7,02        |  |
|                | EXG            | 18 148         | 2,20      |             |             |  |
|                | DVD            | 12 773         | 1,55      |             |             |  |
|                | IDG            | 9 955          | 1,21      |             |             |  |
| Inscrits       | Inscrits       | Inscrits       | 1 209 836 | 100,00      |             |  |
| Abstentions    | Abstentions    | Abstentions    | 340 870   | 28,17       |             |  |
| Votants        | Votants        | Votants        | 868 966   | 71,83       |             |  |
| Blancs et nuls | Blancs et nuls | Blancs et nuls | 43 543    | 5,01        |             |  |
| Exprimés       | Exprimés       | Exprimés       | 835 423   | 94,99       |             |  |

* liste du président sortant

### Départementaux

#### Aisne
|                | Charles Baur sortant Union pour la France (Union pour la démocratie française) | 73 731  | 30,28  | 6 35,29 % |  |  |  |  |
|                | Michel Vignal Parti socialiste                                                 | 39 645  | 16,28  | 3 17,65 % |  |  |  |  |
|                | Wallerand de Saint-Just Front national                                         | 30 526  | 12,54  | 2 11,76 % |  |  |  |  |
|                | Gérard Lalot Parti communiste français                                         | 23 953  | 9,84   | 2 11,76 % |  |  |  |  |
|                | Jacques Samyn Les Verts                                                        | 21 655  | 8,89   | 2 11,76 % |  |  |  |  |
|                | Hubert de Bruyn Génération écologie                                            | 15 657  | 6,43   | 1 5,88 %  |  |  |  |  |
|                | Alain Betems Chasse, pêche, nature et traditions                               | 13 399  | 5,50   | 1 5,88 %  |  |  |  |  |
|                | Roland Renard Initiative démocratique de gauche                                | 10 115  | 4,15   |           |  |  |  |  |
|                | Marcel Lalonde Association des démocrates                                      | 9 955   | 4,09   |           |  |  |  |  |
|                | Hubert Potel Centre national des indépendants                                  | 4 876   | 2,00   |           |  |  |  |  |
|                |                                                                                |         |        |           |  |  |  |  |
| Inscrits       | Inscrits                                                                       | 366 962 | 100,00 | 17        |  |  |  |  |
| Abstentions    | Abstentions                                                                    | 109 096 | 29,73  |           |  |  |  |  |
| Votants        | Votants                                                                        | 257 866 | 70,27  |           |  |  |  |  |
| Blancs et nuls | Blancs et nuls                                                                 | 14 354  | 3,91   |           |  |  |  |  |
| Exprimés       | Exprimés                                                                       | 243 512 | 66,36  |           |  |  |  |  |

#### Oise
|                | Olivier Dassault Union pour la France (Rassemblement pour la République) | 109 901 | 35,23  | 9 39,13 % |  |  |  |  |
|                | Pierre Descaves Front national                                           | 48 584  | 15,57  | 4 17,39 % |  |  |  |  |
|                | Walter Amsallem Parti socialiste                                         | 45 321  | 14,53  | 4 17,39 % |  |  |  |  |
|                | Lionel Stoléru Génération écologie                                       | 27 872  | 8,89   | 2 8,69 %  |  |  |  |  |
|                | Maurice Bambier Parti communiste français                                | 25 201  | 8,08   | 2 8,69 %  |  |  |  |  |
|                | André Pauquet Les Verts                                                  | 23 416  | 7,51   | 2 8,69 %  |  |  |  |  |
|                | Bernard Hesdin Chasse, pêche, nature et traditions                       | 8 851   | 2,83   |           |  |  |  |  |
|                | Roland Szpirko Lutte ouvrière                                            | 8 033   | 2,57   |           |  |  |  |  |
|                | Olivier Taboureux diss. Union pour la démocratie française               | 7 897   | 2,53   |           |  |  |  |  |
|                | Guy Harlé d'Ophove Centre national des indépendants et paysans           | 6 913   | 2,21   |           |  |  |  |  |
|                |                                                                          |         |        |           |  |  |  |  |
| Inscrits       | Inscrits                                                                 | 460 130 | 100,00 | 23        |  |  |  |  |
| Abstentions    | Abstentions                                                              | 133 427 | 29,00  |           |  |  |  |  |
| Votants        | Votants                                                                  | 326 703 | 71,00  |           |  |  |  |  |
| Blancs et nuls | Blancs et nuls                                                           | 14 714  | 3,20   |           |  |  |  |  |
| Exprimés       | Exprimés                                                                 | 311 989 | 67,80  |           |  |  |  |  |

#### Somme
|                | Gilles de Robien Union pour la France (Union pour la démocratie française) | 93 956  | 34,81  | 7 41,18 % |  |  |  |  |
|                | Francis Lecul Parti socialiste                                             | 38 470  | 14,25  | 2 11,76 % |  |  |  |  |
|                | Michel Blondin Chasse, pêche, nature et traditions                         | 33 591  | 12,44  | 2 11,76 % |  |  |  |  |
|                | Lionel Payet Front national                                                | 32 322  | 11,97  | 2 11,76 % |  |  |  |  |
|                | Gérald Maisse Parti communiste français                                    | 32 223  | 11,94  | 2 11,76 % |  |  |  |  |
|                | Jean-Jacques Bertrand Les Verts                                            | 21 703  | 8,04   | 1 5,88 %  |  |  |  |  |
|                | Hubert Delarue Génération écologie                                         | 17 657  | 6,54   | 1 5,88 %  |  |  |  |  |
|                |                                                                            |         |        |           |  |  |  |  |
| Inscrits       | Inscrits                                                                   | 382 744 | 100,00 | 17        |  |  |  |  |
| Abstentions    | Abstentions                                                                | 98 447  | 25,72  |           |  |  |  |  |
| Votants        | Votants                                                                    | 284 297 | 74,28  |           |  |  |  |  |
| Blancs et nuls | Blancs et nuls                                                             | 14 375  | 3,76   |           |  |  |  |  |
| Exprimés       | Exprimés                                                                   | 269 922 | 70,52  |           |  |  |  |  |

## Conseil régional élu

### Groupes politiques

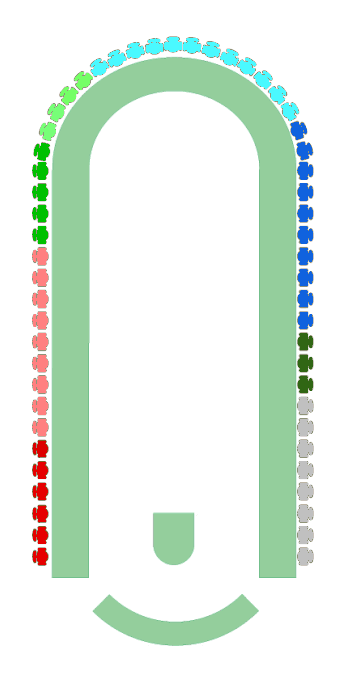
Assemblée élue par partis

| Parti                               | Sigle | Sigle | Élus | Groupe                              |
| ----------------------------------- | ----- | ----- | ---- | ----------------------------------- |
| Majorité (25 sièges)                |       |       |      |                                     |
| Union pour la démocratie française  |       | UDF   | 12   | Intergroupe RPR-UDF                 |
| Rassemblement pour la République    |       | RPR   | 10   | Intergroupe RPR-UDF                 |
| Chasse, pêche, nature et traditions |       | CPNT  | 3    | Chasse, pêche, nature et traditions |
| Gauche (15 sièges)                  |       |       |      |                                     |
| Parti socialiste                    |       | PS    | 9    | Socialiste                          |
| Parti communiste français           |       | PCF   | 6    | Communiste                          |
| Écologistes (9 sièges)              |       |       |      |                                     |
| Les Verts                           |       | Verts | 5    | Écologie indépendante               |
| Génération écologie                 |       | GE    | 4    | Génération Écologie                 |
| Extrême droite (8 sièges)           |       |       |      |                                     |
| Front national                      |       | FN    | 8    | Front national                      |
| Président du Conseil Régional       |       |       |      |                                     |
| Charles Baur (UDF-PSD)              |       |       |      |                                     |

### Élection du président du conseil régional
| Candidats | Candidats                  | Partis    | Premier tour | Premier tour | Deuxième tour | Deuxième tour | Troisième tour | Troisième tour |
| Candidats | Candidats                  | Partis    | Voix         | %            | Voix          | %             | Voix           | %              |
| --------- | -------------------------- | --------- | ------------ | ------------ | ------------- | ------------- | -------------- | -------------- |
|           | Charles Baur sortant réélu | UDF (PSD) | 22           | 38,60        | 22            | 38,60         | 25             | 52,08          |
|           | Walter Amsallem            | PS        | 9            | 15,79        | 9             | 15,79         | 9              | 18,75          |
|           | André Pauquet              | Les Verts | 9            | 15,79        | 9             | 15,79         | 9              | 18,75          |
|           | Pierre Descaves            | FN        | 8            | 14,04        | 8             | 14,04         | –              | –              |
|           | Maurice Bambier            | PCF       | 6            | 10,53        | 6             | 10,53         | 6              | 12,50          |
|           | Hubert Balédent            | CPNT      | 3            | 5,23         | 3             | 5,23          | –              | –              |
|           |                            |           |              |              |               |               |                |                |
| Inscrits  | Inscrits                   | Inscrits  | 57           | 100,00       | 57            | 100,00        | 57             | 100,00         |
| Exprimés  | Exprimés                   | Exprimés  | 57           | 100,00       | 57            | 100,00        | 49             | 85,96          |